# Robert Mair
Pour les articles homonymes, voir Mair.
Robert James Mair (né le 20 avril 1950) est un ingénieur géotechnicien et professeur émérite Sir Kirby Laing de génie civil et directeur de recherche à l'Université de Cambridge. Il est à la tête du Cambridge Center for Smart Infrastructure and Construction (CSIC). Il est maître du Jesus College de Cambridge de 2001 à 2011 et membre du St John's College de Cambridge de 1998 à 2001,,. En 2014, il est élu vice-président de l'Institution of Civil Engineers et, le 1er novembre 2017, devient président de l'Institution pour 2017-2018, année de son 200e anniversaire,. Il est nommé membre crossbencher à la Chambre des lords en 2015 et est actuellement membre de son comité sur la science et la technologie.

## Éducation
Fils de William Austyn Mair, professeur Francis Mond d'ingénierie aéronautique à l'Université de Cambridge (1952-1983), Mair fait ses études à St Faith's et à la Leys School de Cambridge et étudie ensuite l'ingénierie au Clare College de Cambridge obtenant une maîtrise en 1975 et un doctorat en 1979.

## Carrière
Lord Mair est une autorité en matière d'ingénierie géotechnique qui est l'application de la science de la mécanique des sols et des roches, de la géologie de l'ingénierie et d'autres disciplines connexes à la conception et à la construction en génie civil. Sa spécialité particulière est la conception et la construction de tunnels. 
Avant sa nomination à une chaire à Cambridge en 1998, il travaille dans l'industrie pendant 27 ans. Il est ingénieur principal pour Scott Wilson Kirkpatrick, travaillant dans leurs bureaux de Londres et de Hong Kong, de 1971 à 1983. Il est détaché à l'Université de Cambridge de 1976 à 1979 pour faire des recherches sur le creusement de tunnels dans un sol meuble.
En 1983, il fonde le Geotechnical Consulting Group, une société de conseil internationale basée à Londres, avec les cofondateurs Dr David Hight et le professeur Peter Vaughan. Il est chargé de conseiller sur les aspects géotechniques et de creusement de tunnels de nombreux grands projets d'ingénierie dans le monde. Au Royaume-Uni, il participe à la conception et la construction de l'extension de la ligne Jubilee pour le métro de Londres, les projets Channel Tunnel Rail Link (maintenant HS1), Crossrail et HS2. Il est connu pour avoir introduit le coulis de compensation comme une nouvelle technique pour contrôler le tassement des structures pendant la construction du tunnel sur le projet de tunnel d'escalier mécanique de Waterloo. Il utilise avec succès la technique sur le projet d'extension de la ligne Jubilee pour la protection de nombreux bâtiments historiques, notamment la tour de l'horloge de Big Ben au palais de Westminster. Il travaille sur des tunnels ferroviaires et de métro à Amsterdam, Athènes, Barcelone, Bologne, Florence, Hong Kong, Istanbul, Rome, Singapour et Varsovie, et des tunnels autoroutiers à Bolu, en Turquie. Il est membre de la Commission d'enquête du gouvernement français sur l'effondrement du tunnel de Toulon en 1997. De 2007 à 2014, il est coprésident du conseil consultatif international du gouvernement de Singapour sur les aspects de conception et de construction de tous ses tunnels souterrains et routiers.
Lord Mair est membre du groupe d'experts en ingénierie de Crossrail et est membre du groupe d'experts techniques de la Commission nationale des infrastructures. Il est président du rapport de la Royal Society/Royal Academy of Engineering sur l'examen du gaz de schiste et de la fracturation hydraulique, publié en 2012.
Il revient dans le monde universitaire en 1998, lorsqu'il est nommé titulaire d'une chaire d'ingénierie à l'Université de Cambridge, il défend la recherche axée sur l'industrie et fait du Groupe de recherche géotechnique et environnementale l'un des plus importants dans son domaine au monde. Il est professeur Sir Kirby Laing de génie civil de 2011 à 2017 et directeur du génie civil de 1999 à 2016.
Il dirige la création en 2010 du Laing O'Rourke Centre for Construction Engineering and Technology à Cambridge, un partenariat entre l'Université de Cambridge et Laing O'Rourke - la plus grande entreprise de construction privée du Royaume-Uni - pour mettre en place un centre universitaire multidisciplinaire pour tirer parti de la pensée innovante au profit de l'industrie de la construction.
Lord Mair est à la tête du Centre for Smart Infrastructure and Construction (CSIC) de l'Université de Cambridge un centre d'innovation et de connaissances financé par le Engineering and Physical Sciences Research Council (EPSRC) et Innovate UK. 
En 2020, Mair est nommé président du conseil d'administration de One CAM, la société responsable de la livraison du métro autonome de Cambridgeshire.

## Honneurs et récompenses
Mair est élu membre de l'Institution of Civil Engineers (FICE) en 1990, membre de la Royal Academy of Engineering (FREng) en 1992, et membre de la Royal Society (FRS) en 2007. Il prononce la 46e conférence Rankine de la British Geotechnical Association en 2006, et est nommé Commandeur de l'Ordre de l'Empire britannique (CBE) lors des honneurs du Nouvel An 2010. Il reçoit de nombreuses bourses de recherche du Conseil de recherche en génie et en sciences physiques (EPSRC). Il reçoit la médaille d'or de l'Institution of Civil Engineers en 2004, la médaille du président en 2013 et le prix Crampton en 2006 et 2015. Il donne de nombreuses conférences invitées à travers le monde, notamment la conférence annuelle phare Hinton de la Royal Academy of Engineering en 2015 intitulée « Créer une infrastructure souterraine – le rôle de l'ingénierie géotechnique ».
Le 29 octobre 2015, il est créé pair à vie avec le titre de baron Mair, de Cambridge dans le comté de Cambridgeshire.
En février 2019, Mair est élu membre étranger de l'Académie nationale d'ingénierie des États-Unis.